# Jean Debuf
Jean Léon Debuf, född 31 maj 1924 i Bousbecque, död 6 oktober 2010 i Marcq-en-Baroeul, var en fransk tyngdlyftare.
Debuf blev olympisk bronsmedaljör i 90-kilosklassen i tyngdlyftning vid sommarspelen 1956 i Melbourne.